# Gustav Biron von Curland

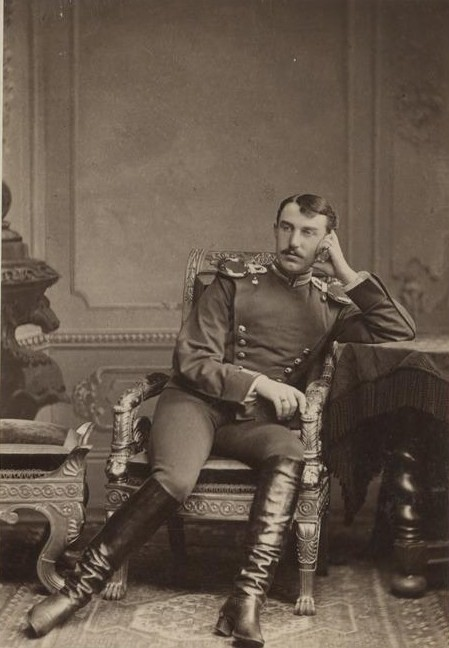
Gustav Biron

Gustav Prinz Biron von Curland (* 17. Oktober 1859 in Dresden; † 8. Januar 1941 in Groß Wartenberg) war ein deutscher Standesherr.

## Familie
Gustav Biron von Curland entstammte der kurländischen Adelsfamilie Biron von Curland, die sich auch nach Schlesien und Böhmen ausgedehnt hatte. Der Besitz des Standesherrschaft Groß Wartenberg gewährte der Familie einen erblichen Sitz im Preußischen Herrenhaus. Die Eltern von Gustav Biron waren Calixt Biron von Curland (1817–1882) und Helene, geb. Prinzessin Mestschersky (1820–1905).

## Leben
Gustav Biron von Curland war in erster Ehe mit Adele, geborene Prinzessin zu Löwenstein-Wertheim-Freudenberg (1866–1890) verheiratet, mit der er zwei Kinder hatte, die beide jung starben. Adele starb bei der Geburt des zweiten Kindes an Kindbettfieber. In zweiter Ehe heiratete er Françoise Levisse de Montigny de Jaucourt (1874–1957). Aus dieser Ehe gingen fünf Kinder hervor.
Gustav Biron von Curland war königlich preußischer Major À la suite und Rechtsritter des Johanniterordens. Er erbte 1882 die Herrschaft Wartenberg und mit ihr den erblichen Sitz der Familie im Preußischen Herrenhaus, galt als pekuniär gut situiert. Biron gehörte dem Herrenhaus seit 1889 bis zu dessen Auflösung 1918 an.
1920 erwarb Françoise Prinzessin Biron von Kurland in Baden-Baden die Villa Eden (heute Villa Biron). Die Gutsbesitzer aus Groß-Wartenberg in Schlesien wählten Baden-Baden zum neuen Lebensmittelpunkt, nachdem ihr schlesischer Familienbesitz aufgrund des Versailler Vertrages 1919 teilweise an Polen gefallen war. 1939 verkauften Gustav und Françoise Biron das Anwesen an die Stadt Baden-Baden, spätestens 1947 hätte die Übergabe erfolgen sollen. Bereits 1941 wurde das Anwesen (Villa Biron) an die Stadt Baden-Baden übergeben und beide kehrten früher als geplant nach Groß-Wartenberg in Schlesien zurück.